# Jon McKennedy
Jon McKennedy (n. Chelmsford, Massachusetts; 5 de abril de 1987) es un piloto de la competición NASCAR.

## Trayectoria
Jonathan es uno de los corredores con más talento de Nueva Inglaterra, con un sólido bagaje y experiencia con varios coches de carreras y equipo. Su capacidad para prepararse, montar y ganar con los coches de carreras son insuperables. "- Rick Raducha de Driver Connection.
- En 2016 Jon compite en VRMS con victorias para Twin State en Claremont, NH, Monadnock y Oxford Plains, además de competir en el año inaugural con el PASS. Consiguió ganar en la prestigiosa carrera en Hickory Motor Speedway y en Ace Speedway.[1]
- En 2015 ISMA Sandusky SpeedWay "Hy Miler" fue piloto ganador para el equipo Clyde Booth de Carolina del Norte.
- En 2014 la temporada trajo otro campeonato a Nueva Inglaterra , el Tri Track Open Modified Series. Esta serie para la Competición Abierta, modificó los coches de carreras con talentosos conductores procedentes de Carolina del Norte a Maine y que compitieron por el título. Jonathan ganó  de manera convincente. En ISMA Jon fue el primer corredor.
- En 2013 , en el ISMA y en las Toring Series, victorias intercaladas con una fabulosa victoria en la carrera estrella del "Clásico" ISMA.
- En 2012 Jonathan se asoció con Art Barry, propietario del equipo Modified, para asegurar su Campeonato de 3.ª Series Modificadas.
- En 2011 Jonathan concursó en acontecimientos en el ISMA Supermodifieds, el NASCAR Modificado, y VRMS Modificado con varias victorias.
- En 2009 y 2010 en los Campeonatos Conmemorativos Duales de VRMS, obtuvo 4 victorias cada año.
- En 2008 McKennedy corrió en el "Tour Type Modifieds" y el "ISMA Supermodifieds" (Bloque Grande Super Serie) y en la Carrera All Star en Epping, NH. Consiguió más de 9 victorias en el All-Star Speedway y ganó el campeonato ISMA (Big Block Super Series), superando al veterano Chris Perley durante la última carrera de la temporada para el Big Block Super Series. También en 2008 Jon consiguió estar entre los 5 primeros en la mayoría de las carreras que compitió durante el programa Modified Racing Series. En el calendario del Tour Type Modifieds de 2008 para el All-Star Speedway, Jon se centró más en True Value Modified Series. A pesar de que terminó el decimoquinto,  de un total de 33 vehículos en el Tour Tipo Modificado de 2008,  McKennedy terminó el cuarto de 30 coches para la Modified Series Showdown incluyendo 4 carreras a lo largo del calendario de carreras de 2008
- En 2006 y 2007 quedó entre los 10 finalistas de la Selección de NASCAR Modified Tour y VRMS Races.
- En 2005 Jon corrió algunas carreras de Whelen Tour Modified y algunas carreras Modified Racing Series. Jon hizo su debut ISMA Supermodified en 2005 al volante del lSupermodifieds de Paul Dunigans, corriendo un par de carreras y finalizando seis en Seekonk Speedway (MA). Fue nombrado Piloto Novato del Año ISMA a la edad de 18 años.
- En 2004 Jon corrió un 350 Supermodified y terminó segundo en puntos.
- En 2003 McKennedy ganó el 350 ISMA Supermodified Classic en Star Speedway, fue Campeón Supermodified 350, y terminó octavo en NASCAR Short Track de la Region N.E.
- En 2002 Jon fue campeón "Pro Class" en el Campeonato Nacional y 6º lugar en 350 Supermodified; también novato del año.
- En 2001 ganó las 4 carreras en el Campeonato Nacional, 5 victorias de cuatro cilindros en Hudson Speedway a la edad de 14 años, siendo Novato del Año.
- En 2000 Jon se convirtió en el campeón de Sprint de Sugarhill Sizzler.
- En 1998 y 1999 Jon ganó el Campeonato Tiger Sprint.